# 克雷布斯湖

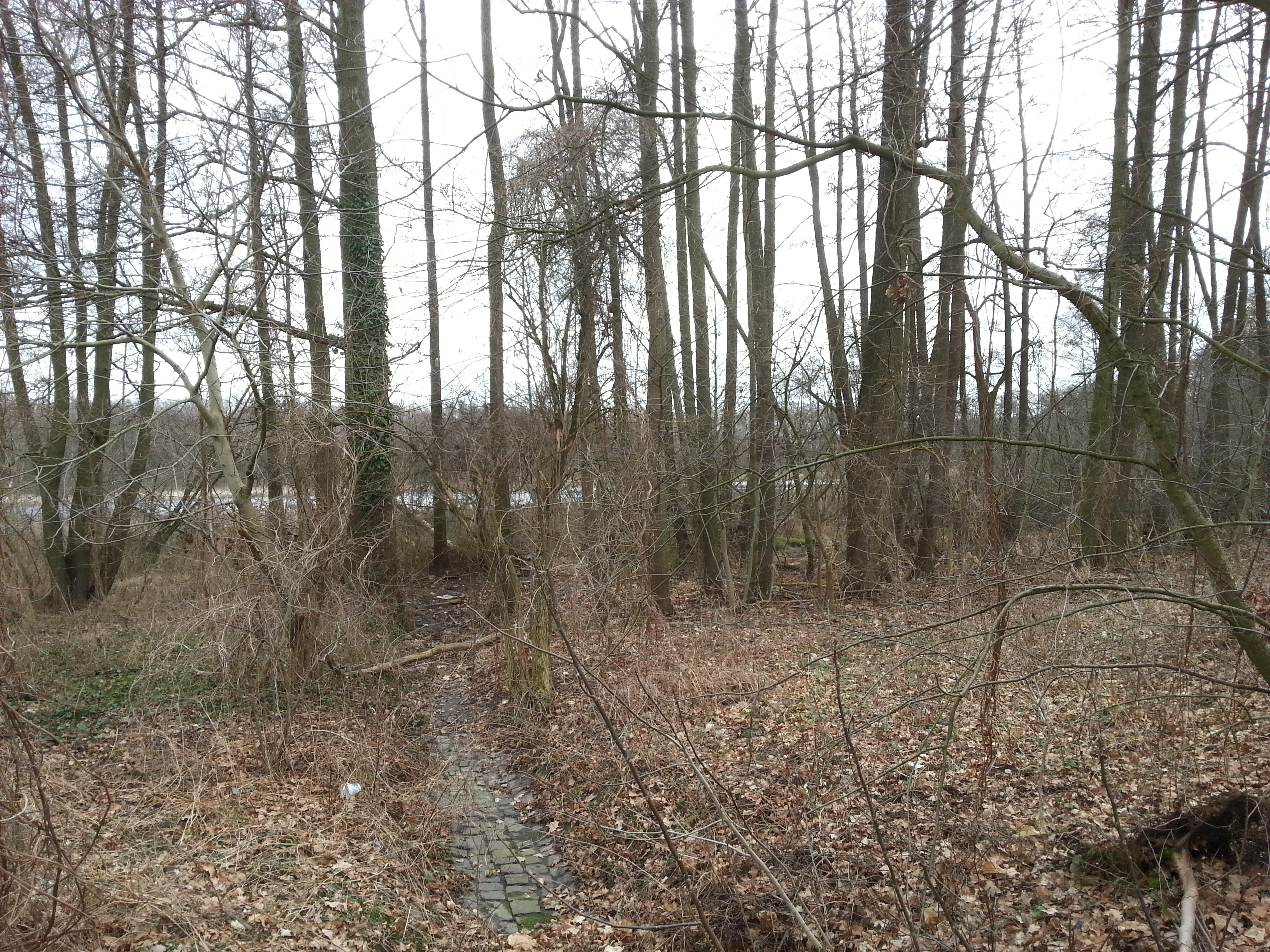

克雷布斯湖（德語：Krebssee），是德國的湖泊，位於該國西南部，由勃蘭登堡州負責管轄，處於柯尼希斯武斯特豪森，長0.4公里、寬0.2公里，最大水深7米。